# Alta Floresta d'Oeste
Alta Floresta D'Oeste est une municipalité brésilienne située dans l'État du Rondônia.